# 让·维亚尔内
让·维亚尔内（法語：Jean Vuarnet，1933年1月18日—2017年1月2日），法国男子高山滑雪运动员。他曾代表法国参加1960年冬季奥林匹克运动会高山滑雪比赛，获得男子滑降金牌。